# Molophilus bilyarra
Molophilus bilyarra là một loài ruồi trong họ Limoniidae. Chúng phân bố ở miền Australasia.